# Alanen (eiland)
Alanen is een eiland in de rivier de Muonio, die de grens vormt tussen Finland en Zweden. Alanen ligt naast het eiland Kolarinsaari in de Muonio, aan de kant van Finland, is kleiner dan vijf hectare, heeft geen oeververbinding en is onbewoond.
Kenttäsaari nabij Maunu · Alasaari nabij Karesuando · Kivisaari · Lintiputaansaari · Ungelosaari · Alasaari nabij Palojoensuu · Järämänsaari · Hirvassaari · Niittysaari · Koivusaari (Zweeds) · Palsarinsaari · Kenttäsaari ·  Alkkulasaari · Koivusaari (Fins) · Viiksinsaari · Rukomasaari · Ojasensaari · Luhtasaari · Laurukainen · Naapankisaari · Kihlangisaari · Iso Aareansaari · Vekarasaari · Kolarinsaari · Kokko · Väylänsaari · Pyysaari · Alanen · Lompolonsaari